# Kreuzweg in der Friedhofsmauer (Oberlauda)
Der Kreuzweg in der Friedhofsmauer befindet sich im Friedhof in Oberlauda, einem Stadtteil von Lauda-Königshofen im Main-Tauber-Kreis in Baden-Württemberg. Seine vierzehn Stationen sind alle in der Mauer des örtlichen Friedhofs integriert. Die einzelnen Kreuzwegstationen verfügen jeweils über ein Abschlusskreuz und Sandsteinreliefs. Bis auf die zweite, dritte und achte Station weisen die Sandsteinreliefs Inschriften auf. Bei der zwölften und dreizehnten Station sind diese nur noch schwer zu erkennen. Der Urheber ist nicht bekannt. Der unter Denkmalschutz stehende Kreuzweg ist neben dem Kreuzweg zur Mariengrotte einer von zwei Freilandkreuzwegen im Ort.

## Kreuzweg
Der Oberlaudaer Kreuzweg in der Friedhofsmauer umfasst die folgenden 14 Stationen:

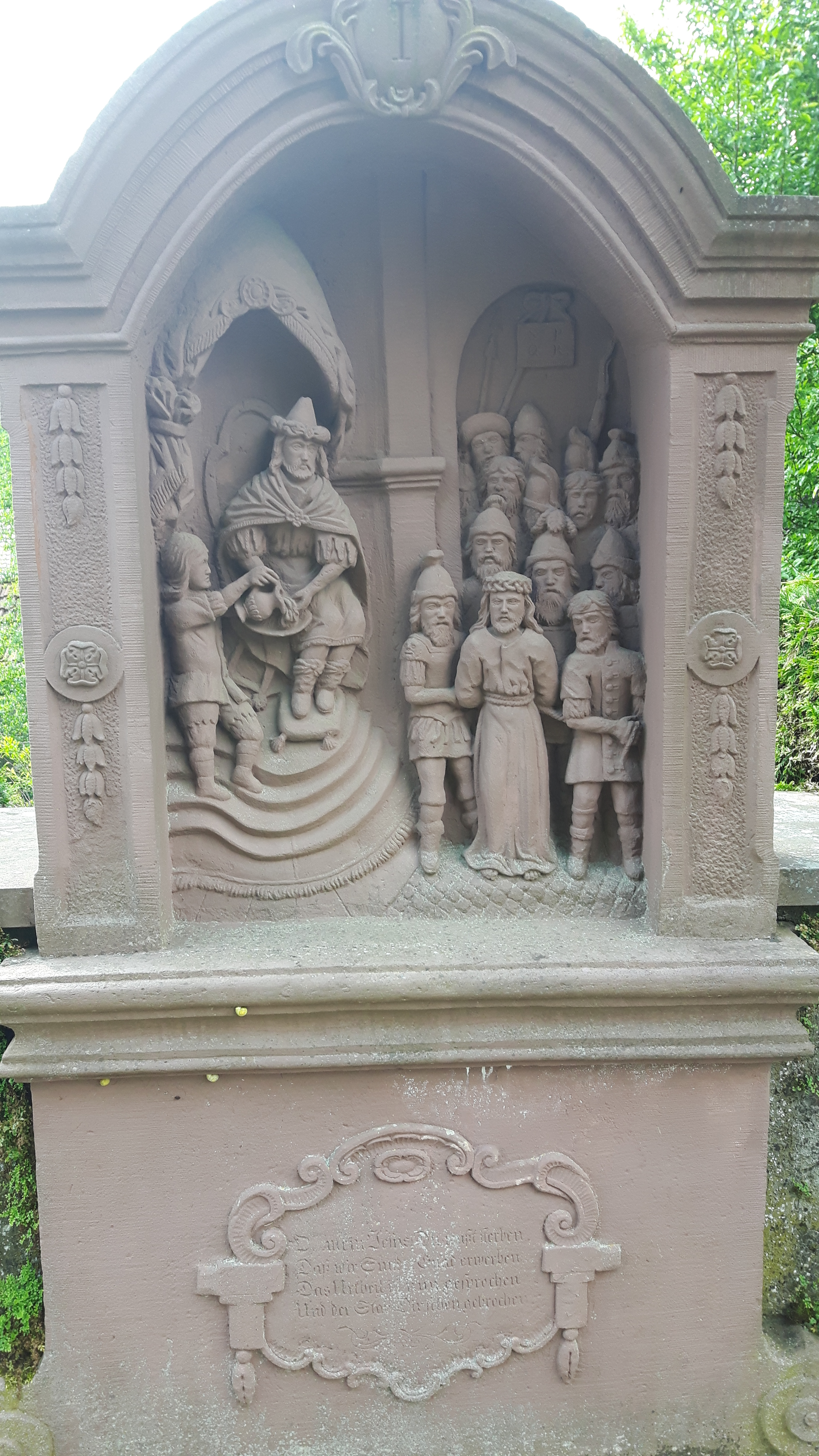
I. Jesus wird zum Tode verurteilt
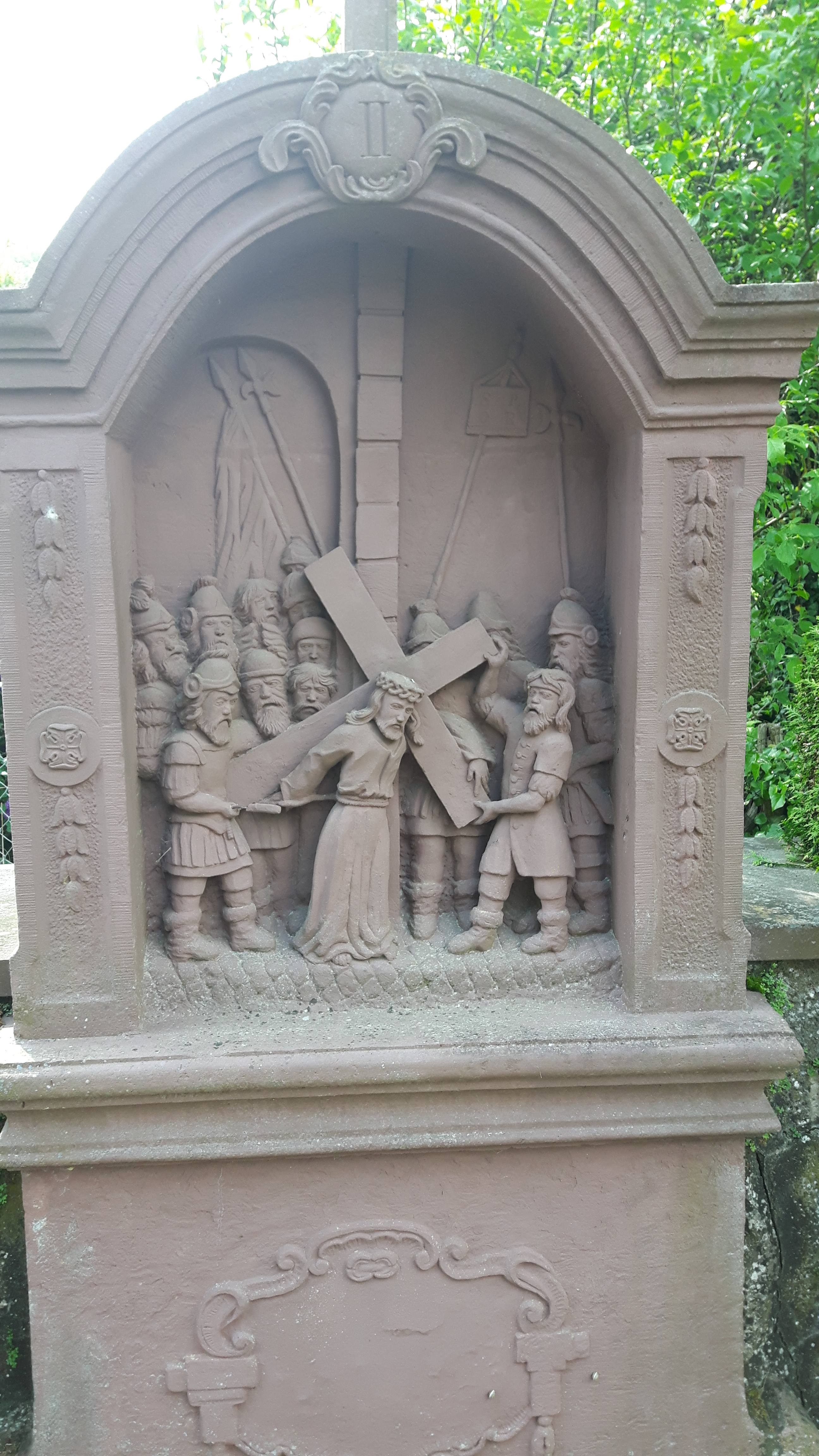
II. Jesus nimmt das Kreuz auf sich
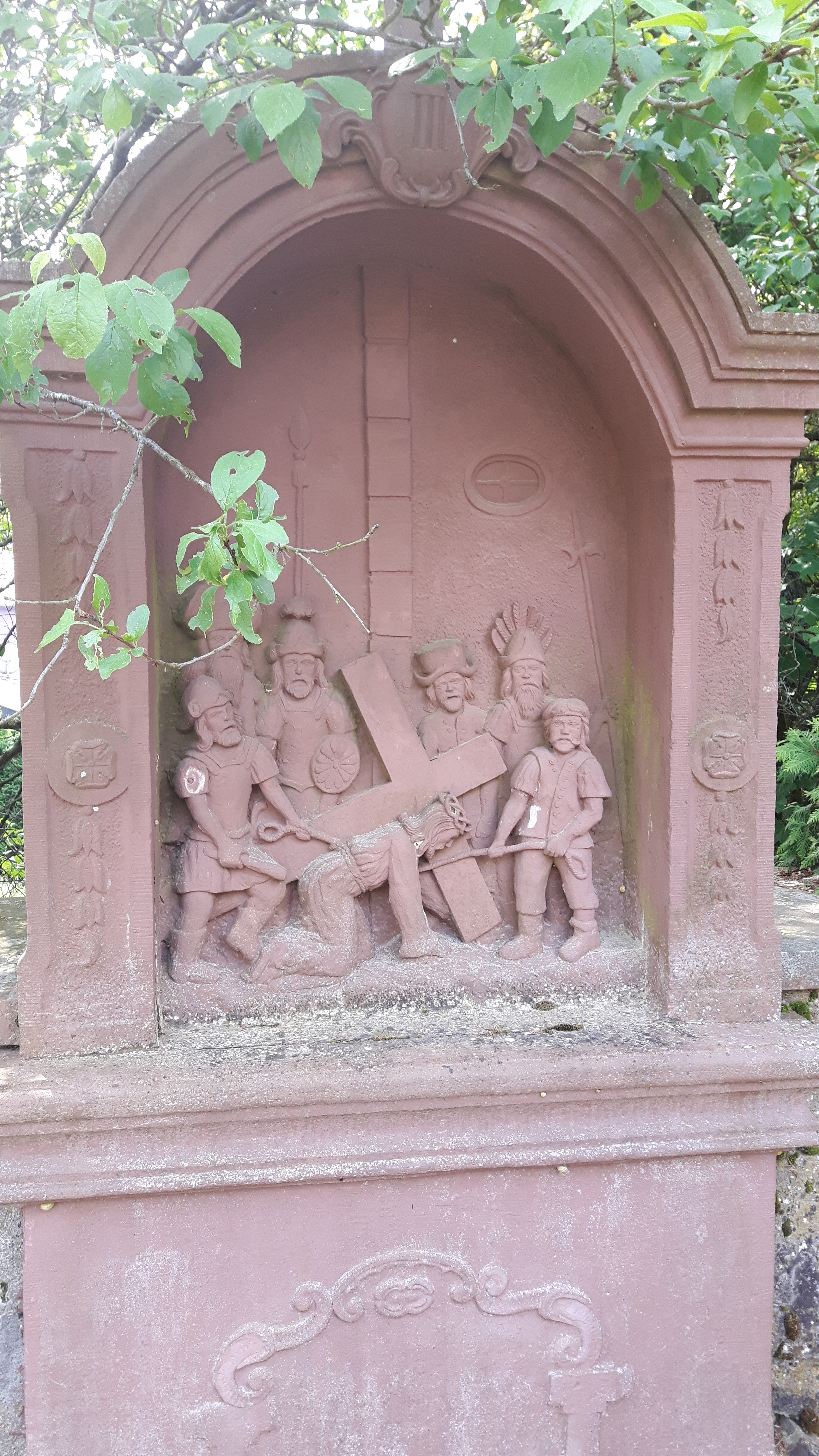
III. Jesus fällt zum ersten Male
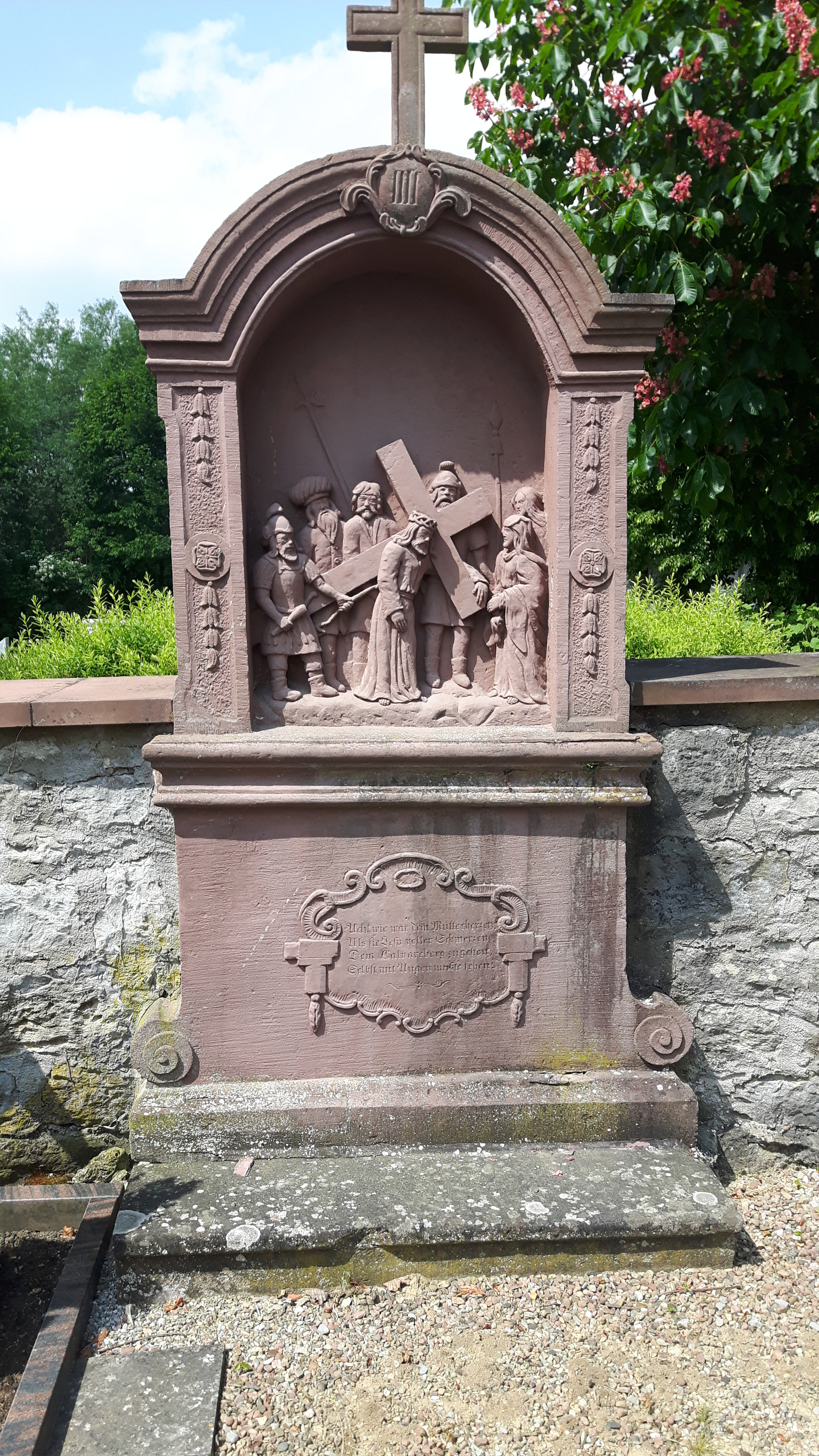
IV. Jesus begegnet seiner betrübten Mutter
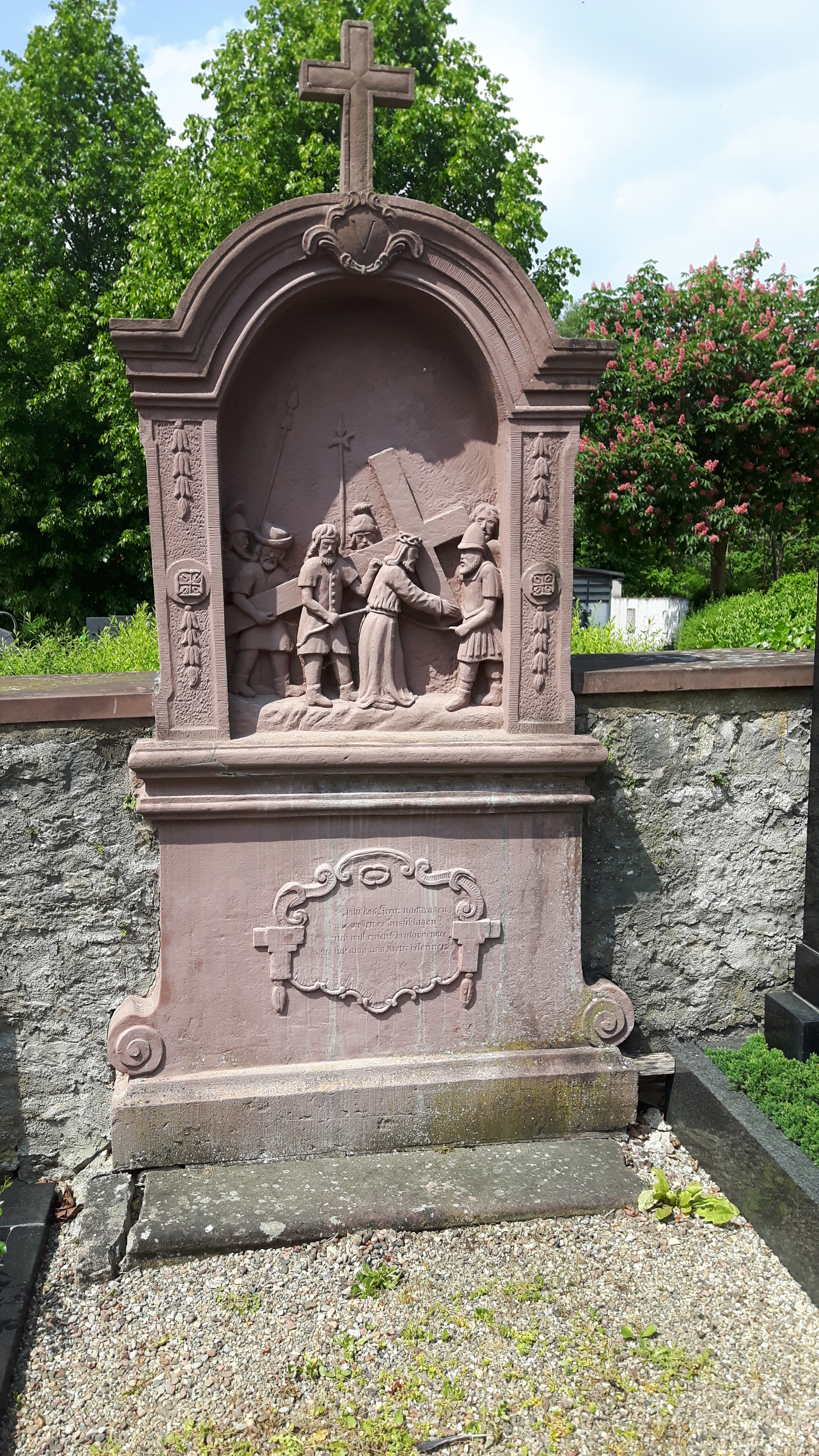
V. Sim. v. Cyrene hilft Jesu das Kreuz tragen
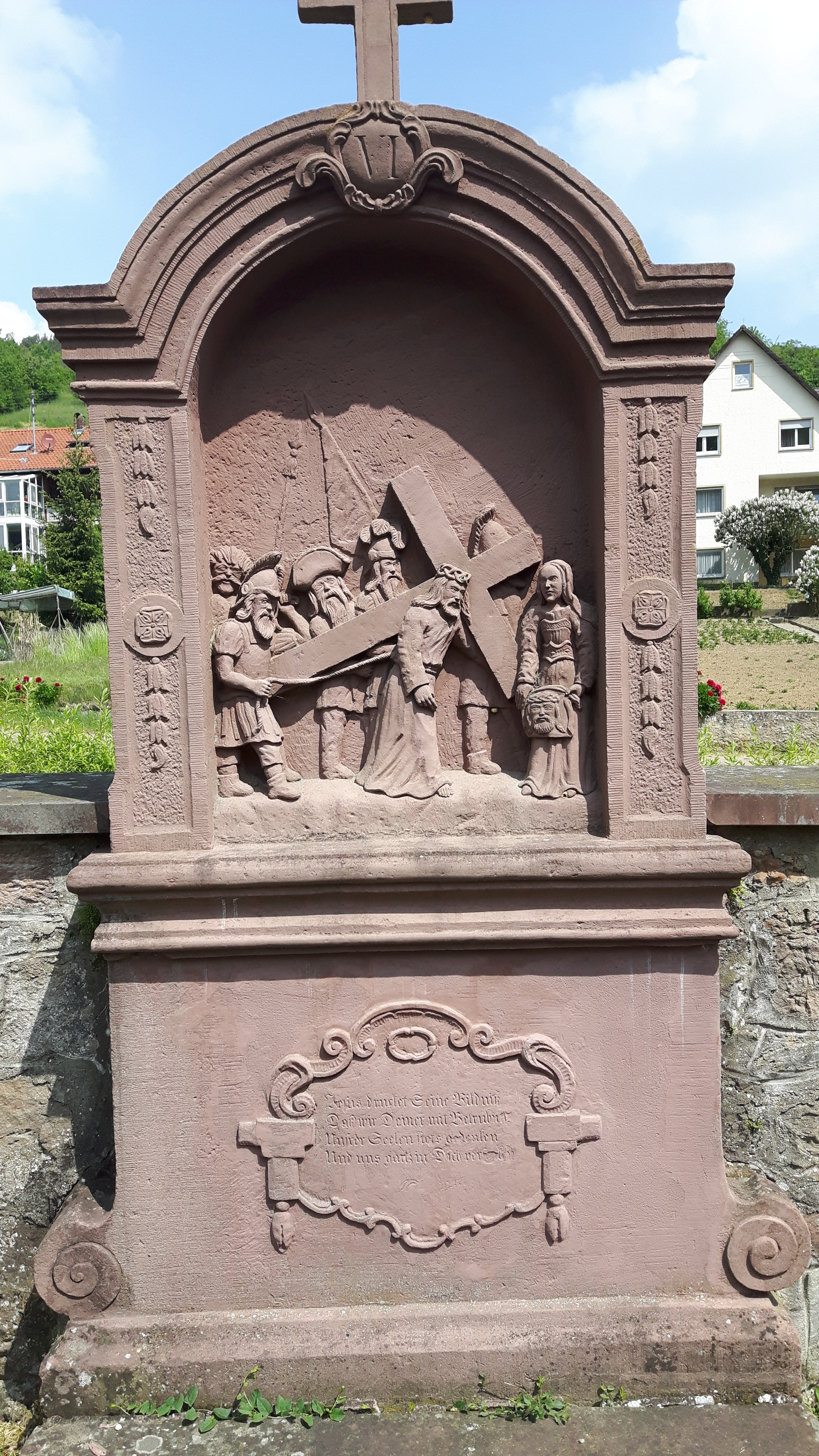
VI. Veronika reicht Jesus das Schweißtuch
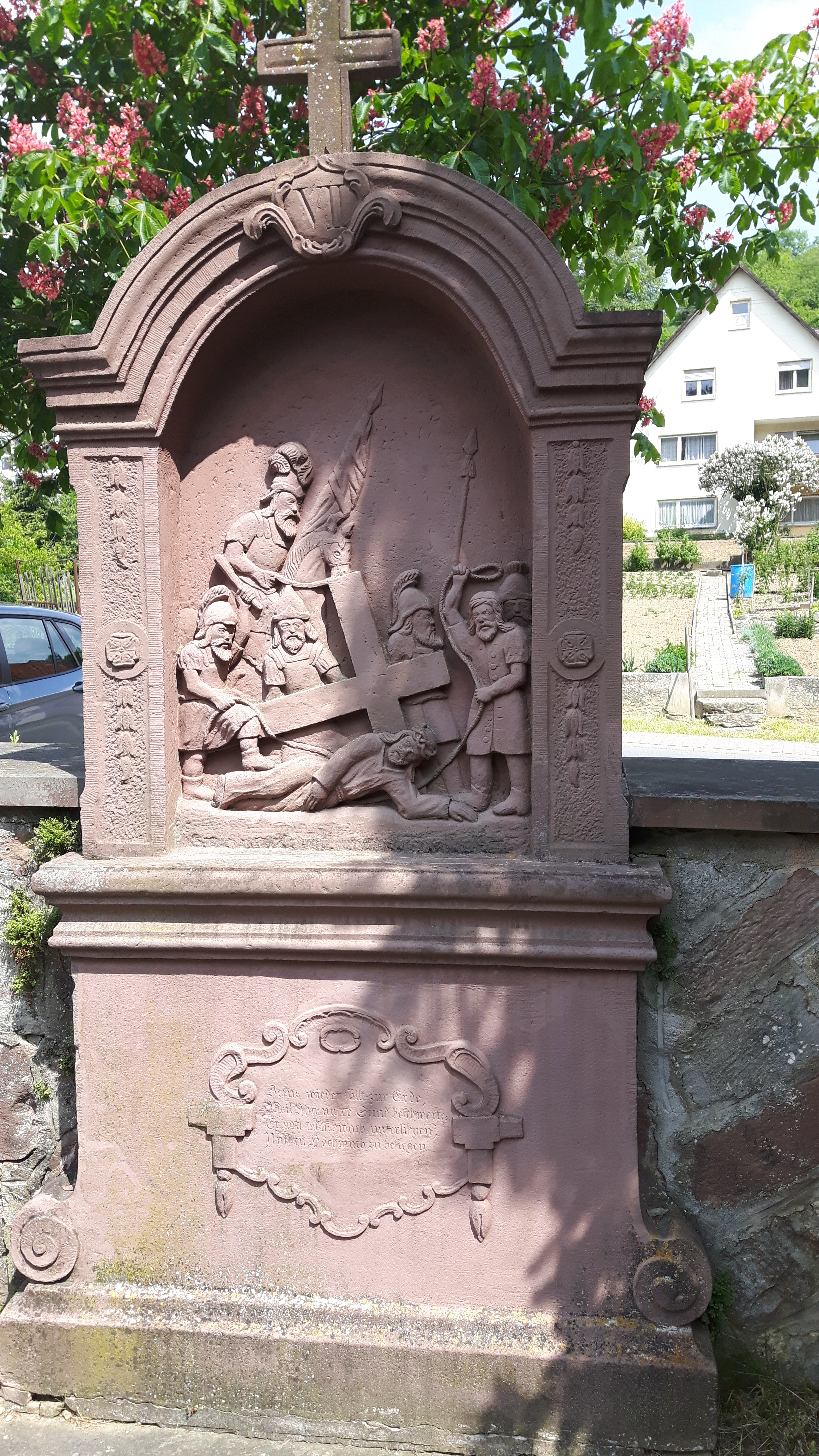
VII. Jesus fällt zum zweiten Male
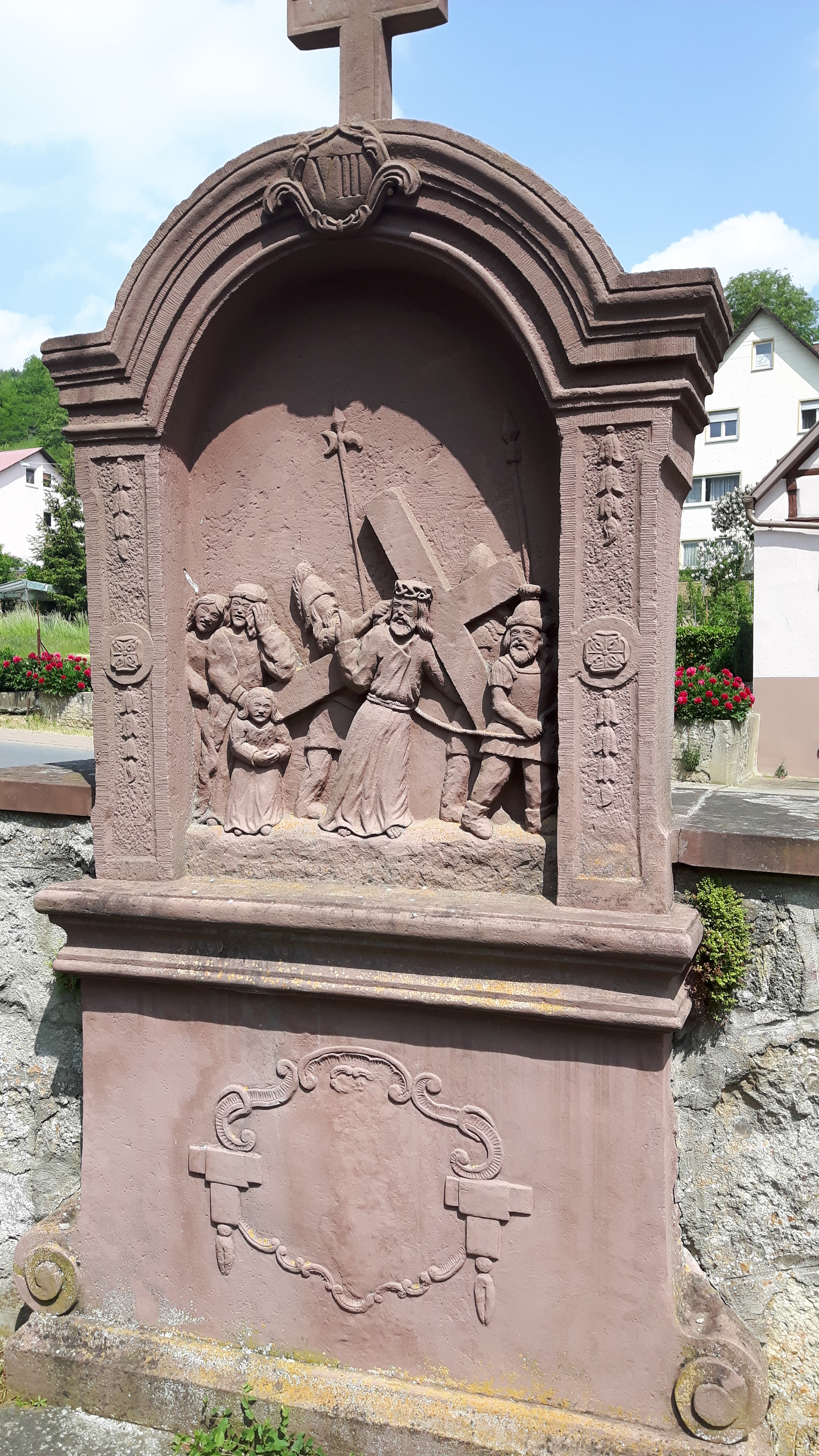
VIII. Jesus redet zu den weinenden Frauen
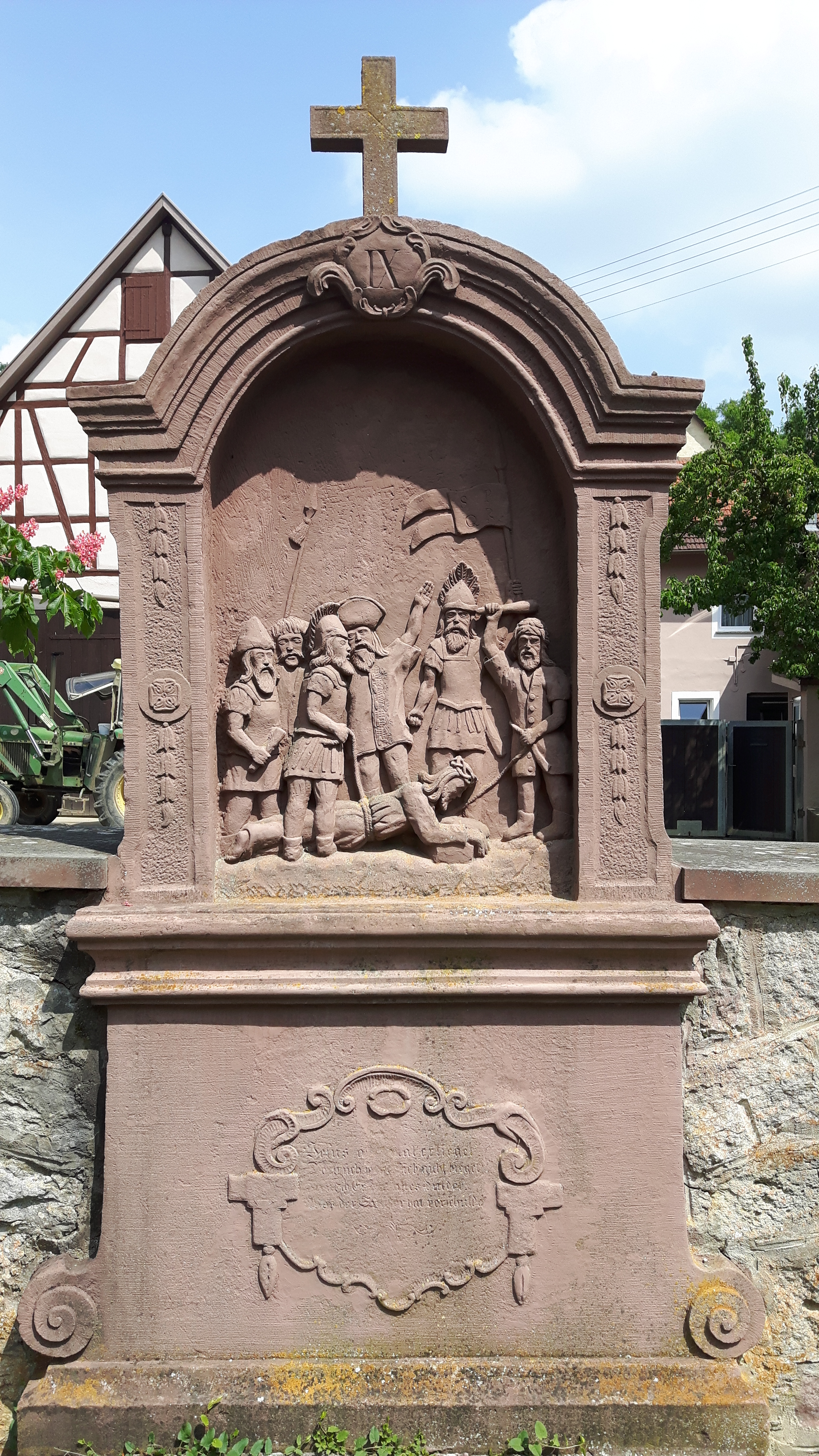
IX. Jesus fällt zum dritten Male
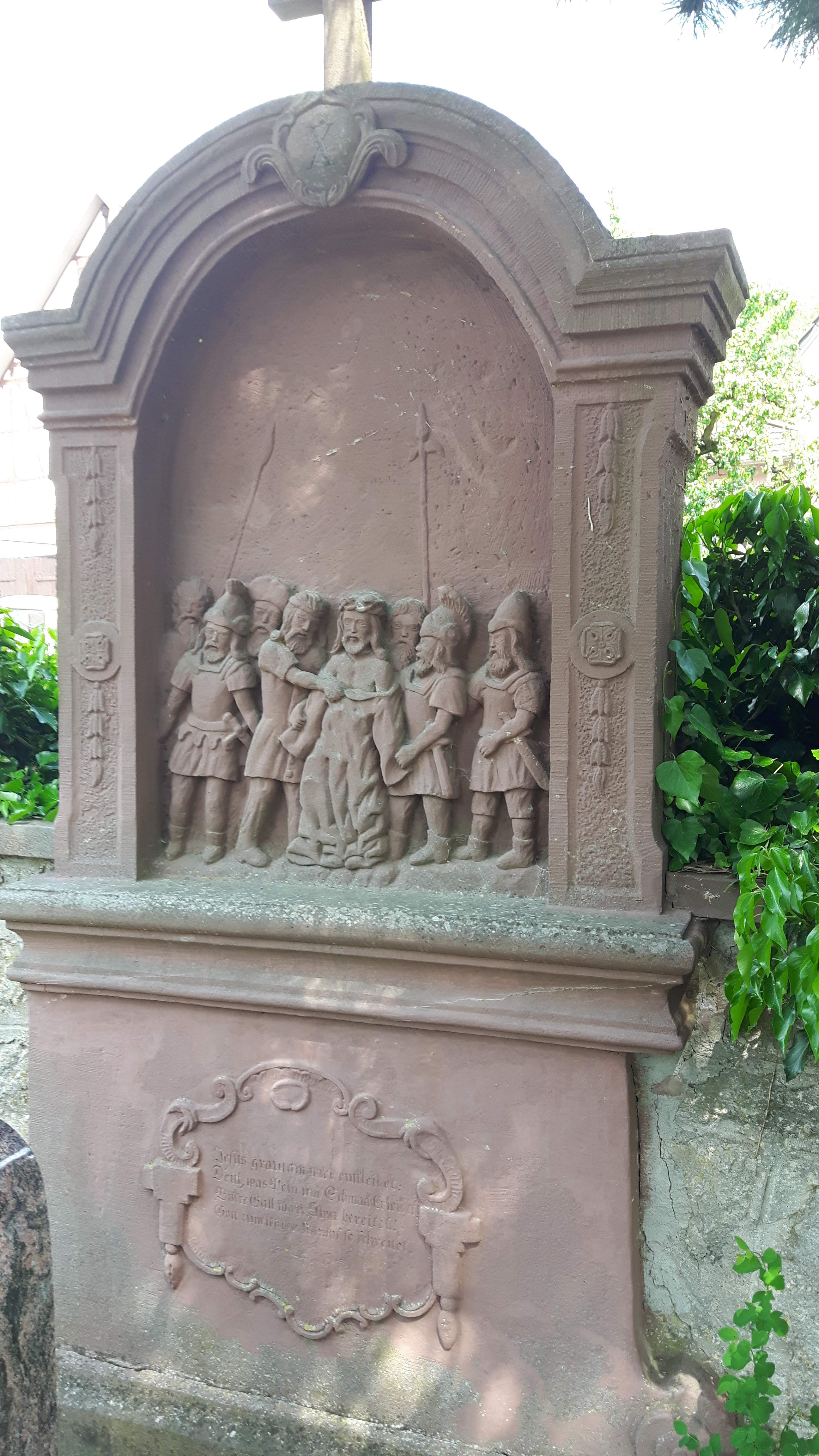
X. Jesus wird seiner Kleider beraubt
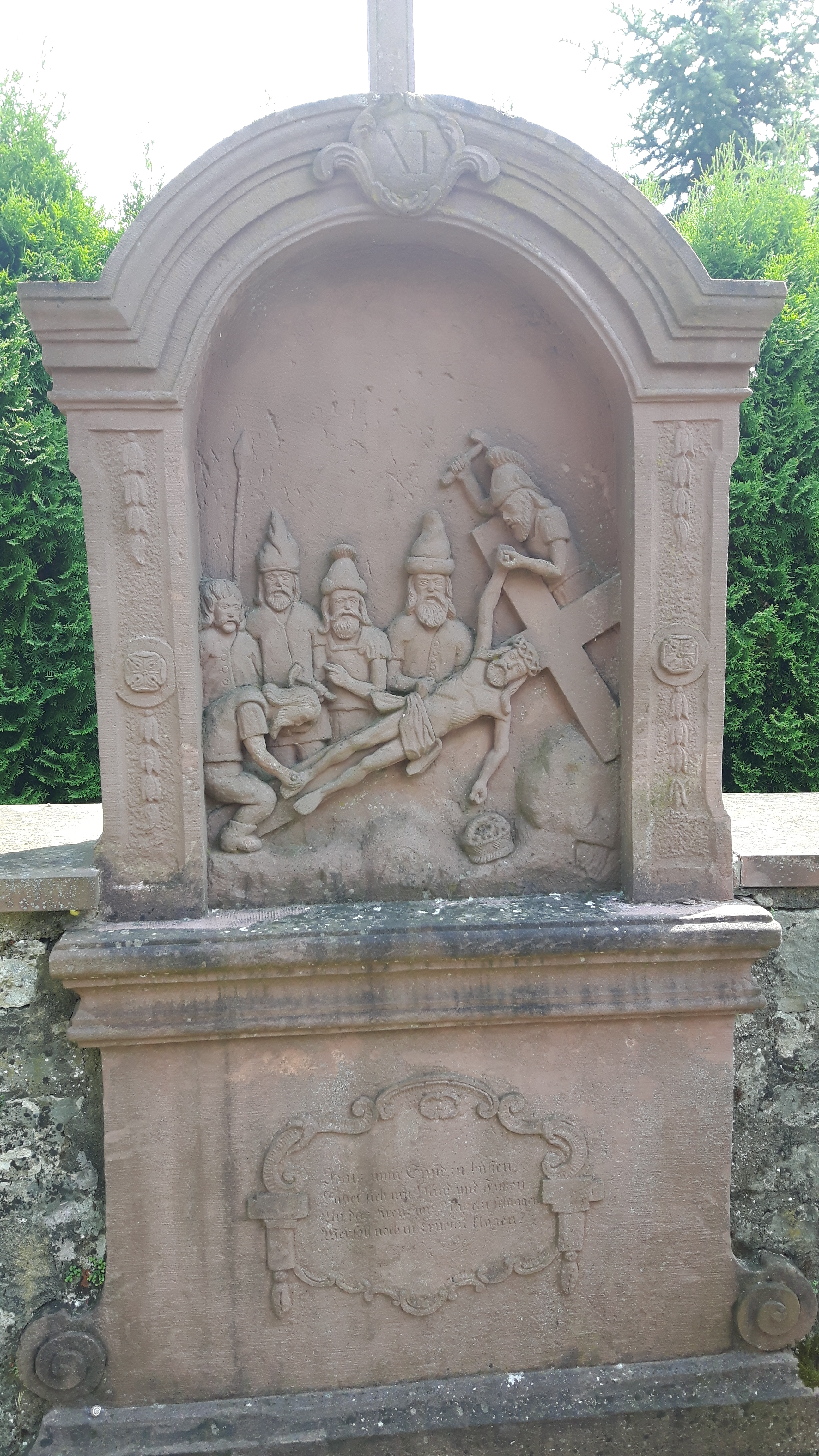
XI. Jesus wird ans Kreuz genagelt
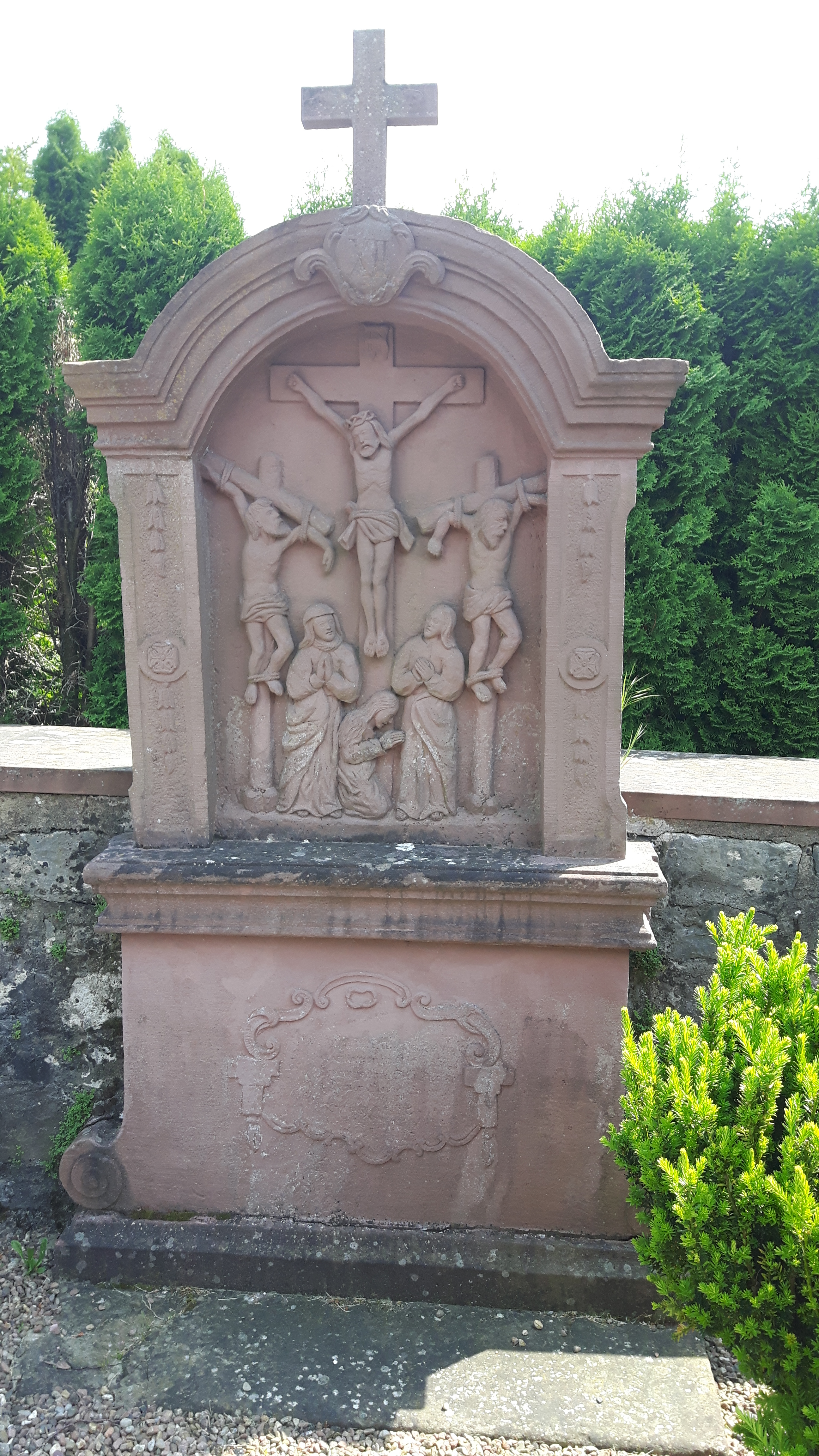
XII. Jesus stirbt am Kreuze
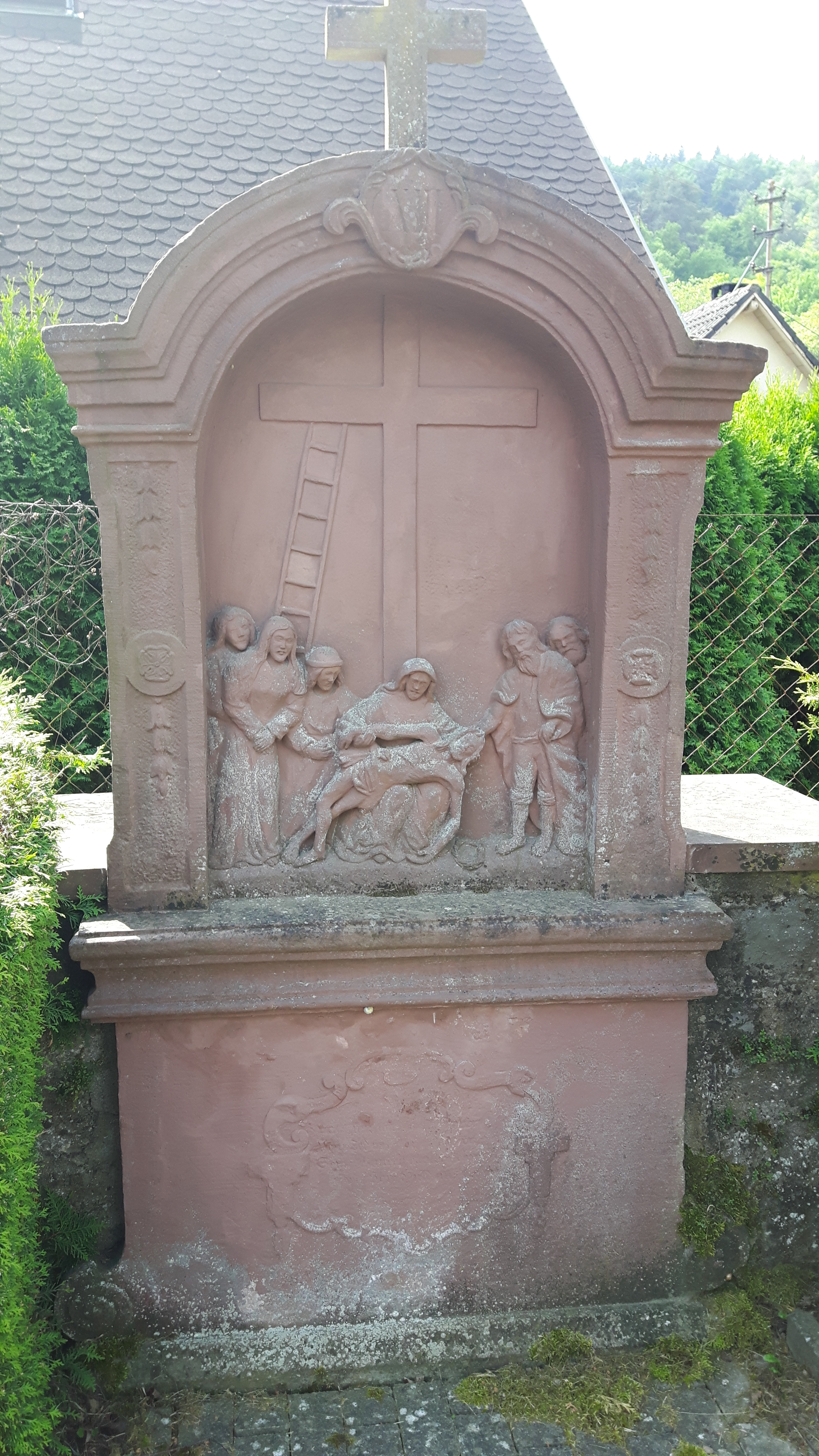
XIII. Jesus wird vom Kreuze abgenommen
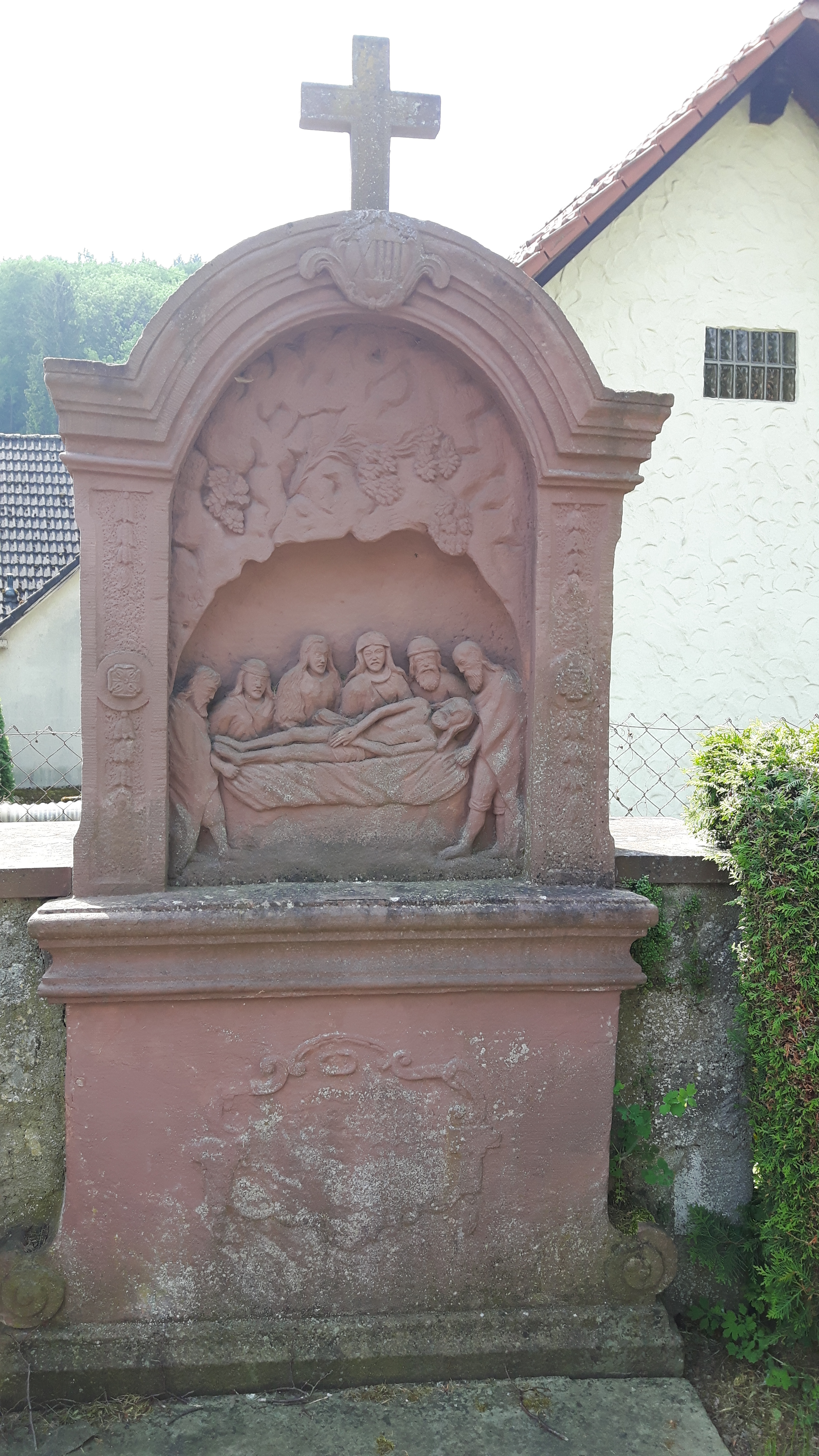
XIV. Jesus wird ins Grab gelegt